# Taxisco
Taxisco (del náhuatl «tlalixco» que significa llanura) es un municipio del departamento de Santa Rosa, en la República de Guatemala. Posee una importante actividad de elaboración de quesos y otros productos lácteos.
En la época prehispánica estaba poblado por los Xincas, quienes fueron conquistados tras una férrea resistencia el 26 de mayo de 1524 por las fuerzas de Pedro de Alvarado, que incluían a soldados españoles e indígenas tlaxcaltecas, cholultecas y kakchikeles.
Después de la Independencia de Centroamérica en 1821 estuvo en el departamento Guatemala/Escuintla, hasta que en 1852 fue adjudicado al departamento de Santa Rosa, que fue creado en ese año.

## Toponimia
Muchos de los nombres de los municipios y poblados de Guatemala constan de dos partes: el nombre del santo católico que se venera el día en que fueron fundados y una descripción con raíz náhuatl; esto se debe a que las tropas que invadieron la región en la década de 1520 al mando de Pedro de Alvarado estaban compuestas por soldados españoles y por indígenas tlaxcaltecas y cholultecas. Específicamente, el topónimo «Taxisco» procede de la palabra náhuatl «tlalixco», que significa «llanura».

## División administrativa
El municipio de Taxisco consta de un pueblo, que es la cabecera municipal, catorce aldeas y veintitrés caseríos.

## Geografía física
Se encuentra al lado sur de las faldas del Cerro de las Flores y en su playa sobre el océano Pacífico está la comunidad de Monterrico.

### Clima
La cabecera municipal de Taxisco tiene clima tropical (clasificación de Köppen: Am).
| Parámetros climáticos promedio de Taxisco | Parámetros climáticos promedio de Taxisco | Parámetros climáticos promedio de Taxisco | Parámetros climáticos promedio de Taxisco | Parámetros climáticos promedio de Taxisco | Parámetros climáticos promedio de Taxisco | Parámetros climáticos promedio de Taxisco | Parámetros climáticos promedio de Taxisco | Parámetros climáticos promedio de Taxisco | Parámetros climáticos promedio de Taxisco | Parámetros climáticos promedio de Taxisco | Parámetros climáticos promedio de Taxisco | Parámetros climáticos promedio de Taxisco | Parámetros climáticos promedio de Taxisco |
| Mes                                       | Ene.                                      | Feb.                                      | Mar.                                      | Abr.                                      | May.                                      | Jun.                                      | Jul.                                      | Ago.                                      | Sep.                                      | Oct.                                      | Nov.                                      | Dic.                                      | Anual                                     |
| ----------------------------------------- | ----------------------------------------- | ----------------------------------------- | ----------------------------------------- | ----------------------------------------- | ----------------------------------------- | ----------------------------------------- | ----------------------------------------- | ----------------------------------------- | ----------------------------------------- | ----------------------------------------- | ----------------------------------------- | ----------------------------------------- | ----------------------------------------- |
| Temp. máx. media (°C)                     | 30.9                                      | 31.5                                      | 32.5                                      | 32.1                                      | 31.6                                      | 30.3                                      | 30.7                                      | 30.5                                      | 30.0                                      | 29.9                                      | 30.6                                      | 31.0                                      | 31                                        |
| Temp. media (°C)                          | 25.7                                      | 26.2                                      | 27.2                                      | 27.2                                      | 27.1                                      | 26.2                                      | 26.4                                      | 26.3                                      | 25.9                                      | 25.6                                      | 25.9                                      | 26.0                                      | 26.3                                      |
| Temp. mín. media (°C)                     | 20.6                                      | 21.0                                      | 21.9                                      | 22.4                                      | 22.7                                      | 22.1                                      | 22.1                                      | 22.2                                      | 21.9                                      | 21.3                                      | 21.3                                      | 21.0                                      | 21.7                                      |
| Precipitación total (mm)                  | 1                                         | 3                                         | 8                                         | 64                                        | 250                                       | 421                                       | 317                                       | 327                                       | 476                                       | 363                                       | 54                                        | 12                                        | 2296                                      |
| Fuente: Climate-Data.org                  |                                           |                                           |                                           |                                           |                                           |                                           |                                           |                                           |                                           |                                           |                                           |                                           |                                           |

### Ubicación geográfica
Taxisco está en el departamento de Santa Rosa y colinda con el océano Pacífico y los siguientes municipios:
- Norte: Pueblo Nuevo Viñas, municipio del departamento de Santa Rosa
- Sur: Océano Pacífico
- Este: Guazacapán, municipio del departamento de Santa Rosa
- Oeste: Guanagazapa del Departamento de Escuintla[5]

|                                  | Norte: Pueblo Nuevo Viñas |                  |
| Oeste: Departamento de Escuintla |                           | Este: Guazacapán |
|                                  | Sur: Océano Pacífico      |                  |

## Gobierno municipal
Los municipios se encuentran regulados en diversas leyes de la República, que establecen su forma de organización, lo relativo a la conformación de sus órganos administrativos y los tributos destinados para los mismos.  Aunque se trata de entidades autónomas, se encuentran sujetas a la legislación nacional. Las principales leyes que rigen a los municipios en Guatemala desde 1985 son:
| N.º | Ley                                                | Descripción |
| --- | -------------------------------------------------- | --- |
| 1   | Constitución Política de la República de Guatemala | Tiene una regulación legal específica para los municipios en los artículos 253 al 262. |
| 2   | Ley Electoral y de Partidos Políticos              | Ley de carácter constitucional aplicable a los municipios en el tema de la conformación de sus autoridades electas. |
| 3   | Código Municipal                                   | Decreto 12-2002 del Congreso de la República de Guatemala. Tiene la categoría de ley ordinaria y contiene preceptos generales aplicables a todos los municipios, e inclusive contiene legislación referente a la creación de los municipios.             |
| 4   | Ley de Servicio Municipal                          | Decreto 1-87 del Congreso de la República de Guatemala. Regula las relaciones entra la municipalidad y los servidores públicos en materia laboral. Tiene su base constitucional en el artículo 262 de la constitución que ordena la emisión de la misma. |
| 5   | Ley General de Descentralización                   | Decreto 14-2002 del Congreso de la República de Guatemala. Regula el deber constitucional del Estado, y por ende del municipio, de promover y aplicar la descentralización y desconcentración económica y administrativa.                                |

El gobierno de los municipios de Guatemala está a cargo de un Concejo Municipal mientras que el código municipal —que tiene carácter de ley ordinaria y contiene disposiciones que se aplican a todos los municipios de Guatemala— establece que «el concejo municipal es el órgano colegiado superior de deliberación y de decisión de los asuntos municipales […] y tiene su sede en la circunscripción de la cabecera municipal». Por último, el artículo 33 del mencionado código establece que «[le] corresponde con exclusividad al concejo municipal el ejercicio del gobierno del municipio».
El concejo municipal se integra con el alcalde, los síndicos y concejales, electos directamente por sufragio universal y secreto para un período de cuatro años, pudiendo ser reelectos».
Los alcaldes que ha habido en el municipio son:
- 2024-2028: Vidal Montepeque Barillas
- 2020-2024: Ubén Castillo Orantes
- 2016-2020: Edgar Rubén Catalán Retana
- 2012-2016: Otto Enrique Vásquez[7]
- 2004-2012: José Inés Castillo Martínez.

## Historia

### Conquista de los xincas

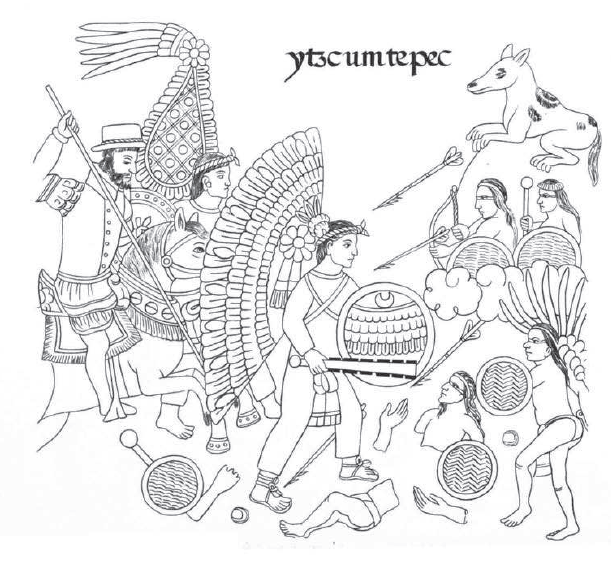
Ilustración del Lienzo de Tlaxcala en el que se muestra una escena de la conquista de Izcuintepeque.

Antes de la llegada de los españoles, la parte oriental de la llanura del Pacífico guatemalteco estaba ocupada por los pipiles y xincas.  El principal territorio xinca se encontraba al este de la principal población pipil en lo que hoy es el departamento de Santa Rosa, aunque los xincas también vivían en Jutiapa. En marzo de 1524, el reino k'iche' había sido derrotado por los españoles, a lo que siguió una alianza entre españoles y kakchiqueles en abril del mismo año, y el 8 de mayo de 1524, poco después de su llegada a Iximché, Pedro de Alvarado continuó hacia el sur hasta la costa del Pacífico, donde derrotó a los pipiles de Panacal o Panacaltepeque el 9 de mayo.
Alvarado describió su encuentro en Guazacapán, ahora un municipio de Santa Rosa, con una población que no era ni maya, ni pipil y que hablaba un idioma totalmente distinto; esta población era probablemente xinca. En aquel momento, la fuerza de Alvarado se componía de doscientos cincuenta soldados de infantería española acompañados de seis mil aliados indígenas, en su mayoría kakchiqueles, tlaxcaltecas y cholultecas. Alvarado y su ejército derrotaron a las fuerzas de la principal ciudad xinca, llamada Atiquipaque, cuya ubicación generalmente se sitúa en la zona de Taxisco, y la tomaron. Alvarado describió a los defensores como guerreros muy feroces en el combate cuerpo a cuerpo y mencionó que utilizaban lanzas, estacas y flechas envenenadas. La batalla tuvo lugar el 26 de mayo de 1524 y resultó en una reducción considerable de la población xinca. Después de la conquista de la llanura del Pacífico, los habitantes pagaron tributo a los españoles en forma de productos valiosos, tales como algodón, sal, vainilla y, sobre todo, cacao.

### Tras la Independencia de Centroamérica

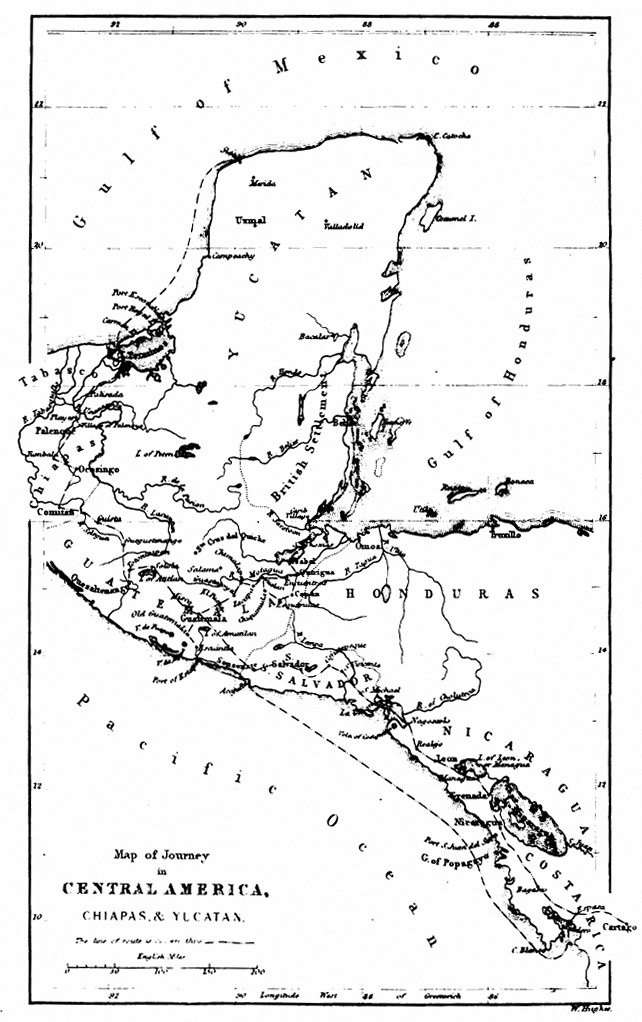
Mapa de Guatemala en 1839, elaborado por el arquitecto británico Frederick Catherwood, quien visitó Guatemala en compañía del explorador estadounidense John Lloyd Stephens en comisión del presidente de los Estados Unidos, Martin Van Buren.

La constitución del Estado de Guatemala promulgada el 11 de octubre de 1825 estableció los circuitos para la administración de justicia en el territorio del Estado y menciona que el poblado de Taxisco era parte del Circuito de Chiquimulilla en el Distrito N.º 2 Escuintla, junto con Chiquimulilla, Guazacapán, Sinacantán, Nancinta, Tecuaco, Tepeaco, Tacuilula.

### Fundación del departamento de Santa Rosa
La República de Guatemala fue fundada por el gobierno del presidente capitán general Rafael Carrera el 21 de marzo de 1847 para que el hasta entonces Estado de Guatemala pudiera realizar intercambios comerciales libremente con naciones extranjeras. El 25 de febrero de 1848 la región de Mita fue segregada del departamento de Chiquimula, convertida en departamento y dividida en tres distritos: Jutiapa, Santa Rosa y Jalapa.  Específicamente, el distrito de Santa Rosa incluyó a Santa Rosa como cabecera, Cuajiniquilapa, Chiquimulilla, Guazacapán, Taxisco, Pasaco,  Nancinta, Tecuaco, Sinacantán, Isguatán, Sacualpa, La Leona, Jumay y Mataquescuintla.
Más adelante, por Decreto del 8 de mayo de 1852, se decidió a crear el departamento de Santa Rosa.[cita requerida]

## Economía
- Producción agrícola: Maíz, arroz, ajonjolí, leche, queso, mantequilla
- Producción artesanal: Productos de cuero, tejidos típicos de algodón, cerámica, panela, guarapo, molienda.

## Servicios Públicos
El municipio cuenta con escuelas y extensiones de la Universidad de San Carlos de Guatemala, correos y telégrafos, puesto de salud, alumbrado público energía eléctrica, sistema de agua y alcantarillado, el Calvario e Iglesia Parroquial.

## Tradiciones
Su feria titular es el 15 de enero por el Cristo de la Divina Aparición y tiene una duración de seis días en los cuales por las mañanas se celebra con misas, las tardes con jaripeos y noches bailables.  Otra fiesta que se celebra a la de Todos los Santos.

## Ciudadanos distinguidos
- Juan José Arévalo Bermejo: doctor en Educación y presidente de la República de Guatemala de 1945 a 1950.  Es considerado por muchos ciudadanos como el mejor presidente que ha tenido Guatemala, además es el padre del actual presidente para el periodo 2024-2028 Bernardo Arévalo.